# 第130回芥川龍之介賞
第130回芥川龍之介賞は、2004年1月15日に発表された芥川龍之介賞。2003年下半期に発表された作品が対象。

## 候補作
太字は受賞作
- 綿矢りさ「蹴りたい背中」 - 「文藝」2003年秋号
- 金原ひとみ「蛇にピアス」 - 「すばる」2003年11月号
- 島本理生「生まれる森」 - 「群像」2003年11月号
- 中村航「ぐるぐるまわるすべり台」 - 「文學界」2003年12月号
- 絲山秋子「海の仙人」- 「新潮」2003年12月号

## 概要
綿矢は当時19歳11か月であり、これまでの記録であった第56回の丸山健二「夏の流れ」による23歳0か月での受賞記録を更新した。また、金原も20歳5か月であり（その綿矢に次ぐ）史上2位の若さであった。また受賞には至らなかったが、島本も20歳8か月であり、事前報道などで注目された。
同時発表の第130回直木三十五賞は江國香織『号泣する準備はできていた』と京極夏彦『後巷説百物語』。

## 選評
山田詠美、三浦哲郎、古井由吉、河野多恵子、黒井千次、池澤夏樹、石原慎太郎、村上龍、宮本輝、髙樹のぶ子
蛇にピアス
細部描写の秀逸さと、派手な道具立ての裏にある物語の純粋さが高く評価された。特に、石原慎太郎は、受賞作発表後の記者会見において、この回の候補作全体に対して否定的見解を示して「今年は該当作無しでも良かったんじゃないか」と前置きした上で、それでも受賞した2作品からいずれかを選ぶならば、「蛇にピアス」を推す旨を明言したほどである。
蹴りたい背中
三浦哲郎が石原同様他に適した作品がなく、幼い内容だが選んだとしている。

## 反響
最年少受賞で注目されたため最近数年で最大の反響を呼び、受賞作2作を掲載した「文藝春秋」は約118万部発行され創刊以来の記録となった。単行本も『蹴りたい背中』はミリオンセラーを記録し、『蛇にピアス』も60万部以上を売り上げた。また綿矢の第1作『インストール』も合わせて話題になりこちらも50万部を超えるヒットとなった。
また、綿矢、金原は共に容姿からも注目され、本来文学とは無縁な写真週刊誌で特集が組まれたほか、インターネット上でも反響を呼び、その様子が雑誌で紹介された。各種媒体では、「綿矢はオジサンやオタクから人気」、「金原は若者や遊び人から人気」と言われた。

## 批判
当時若者の活字離れや出版不況が問題になっていたことから、状況打破のための話題づくりとしての受賞との批判が挙がった。

## 受賞後の動き
受賞第1作として金原は2004年4月に集英社より『アッシュベイビー』を、綿矢は2007年2月に『夢を与える』を河出書房新社より刊行した。同じように若くして受賞した平野啓一郎らと比べると、両者共に受賞後の仕事量は少なく、執筆活動が軌道に乗るには2010年代半ば以降まで時間を要している。
なお、今回落選した絲山秋子は、第134回に「沖で待つ」で受賞を果たしているほか、島本は第159回直木三十五賞を「ファースト・ラヴ」で受賞した。